# Scotia (Carolina del Sud)
Scotia és una població dels Estats Units a l'estat de Carolina del Sud. Segons el cens del 2000 tenia 227 habitants.

## Demografia
Segons el cens del 2000, Scotia tenia 227 habitants, 86 habitatges i 63 famílies. La densitat de població era de 27,6 habitants/km².
Dels 86 habitatges en un 34,9% hi vivien nens de menys de 18 anys, en un 48,8% hi vivien parelles casades, en un 16,3% dones solteres, i en un 26,7% no eren unitats familiars. En el 25,6% dels habitatges hi vivien persones soles l'11,6% de les quals corresponia a persones de 65 anys o més que vivien soles. El nombre mitjà de persones vivint en cada habitatge era de 2,64 i el nombre mitjà de persones que vivien en cada família era de 3,14.
Per edats la població es repartia de la següent manera: un 29,5% tenia menys de 18 anys, un 6,6% entre 18 i 24, un 24,7% entre 25 i 44, un 24,7% de 45 a 60 i un 14,5% 65 anys o més.
L'edat mediana era de 39 anys. Per cada 100 dones de 18 o més anys hi havia 86 homes.
La renda mediana per habitatge era de 22.292 $ i la renda mediana per família de 33.250 $. Els homes tenien una renda mediana de 22.250 $ mentre que les dones 22.917 $. La renda per capita de la població era de 13.202 $. Entorn del 23,1% de les famílies i el 25,1% de la població estaven per davall del llindar de pobresa.

## Poblacions més properes
El següent diagrama mostra les poblacions més properes.